# 富士達前站
富士達前站（日语：／ Fujitekku-mae eki */?）是位於滋賀縣彥根市甲田町，近江鐵道本線的車站。車站編號為OR02。

## 歷史
在2006年（平成18年）3月18日，此站啟用。大型升降機製造商富士達總部遷至至該公司的滋賀製作所，同時此站啟用。總工程費5,400萬日圓，車站大樓建設費用4,000萬日圓由富士達負責，1,400萬日圓工程費由自治體（彥根市）負責，當中包括廁所和單車停泊處。
- 2006年（平成18年）3月18日 - 車站啟用[1]。
- 2015年（平成27年）3月1日 - 成為無人車站。

## 車站構造
車站是一座地面車站，設有1面1線單式月台，月台全長45米，可容納3卡車輛。車站大樓是一座木製建築物。在平日早上設有職員當值，但是在2015年（平成27年）3月起整日無人化。

## 使用狀況
根據「彥根市統計書」，以下為近年一日平均乘車人次列表
| 年度   | 一日平均 乘車人次 |
| ------ | ----------------- |
| 2007年 | 428               |
| 2008年 | 449               |
| 2009年 | 404               |
| 2010年 | 372               |
| 2011年 | 355               |
| 2012年 | 354               |
| 2013年 | 359               |
| 2014年 | 356               |
| 2015年 | 340               |
| 2016年 | 340               |
| 2017年 | 329               |
| 2018年 | 267               |
| 2019年 | 228               |

## 車站周邊
- 富士達總部 : 於車站西邊約600米處。該處設有高170米的升降機研究塔（日语：エレベーター試験塔）。總部原本設於大阪府茨木市，在2006年（平成18年）4月3日遷移至此。

## 相鄰車站
近江鐵道
■本線（彥根、多賀大社線）
米原（OR01）－富士達前（OR02）－鳥居本（OR02）

## 注腳
1. 1 2 3  “フジテック前駅開業 あす鳥居本－米原間”. 京都新聞(京都新聞社). (2006年3月17日)

## 外部連結
- 富士達前站 （页面存档备份，存于）（日語）（各站資訊）  -近江鐵道
- 富士達 （页面存档备份，存于）（日語）（官方網站）